# Chrystian & Ralf (álbum de 1992)
Chrystian & Ralf é um álbum de estúdio da dupla sertaneja brasileira Chrystian & Ralf, lançado em 1992. Vendeu mais de um milhão de cópias, garantindo à dupla disco de diamante. As músicas "O Que Tiver Que Vir Virá" e "Olhos de Luar" foram regravadas pela dupla César Menotti & Fabiano e a música "Você Não Me Ensinou A Te Esquecer" foi regravada pela dupla Bruno & Marrone.

## Faixas[2]
| N.º            | Título                              | Compositor(es)                         | Duração |  |
| 1.             | "O Que Tiver de Vir, Virá"          | Augusto César / César Augusto          | 4:03    |  |
| 2.             | "Você Não Me Ensinou a Te Esquecer" | Fernando Mendes / José Wilson / Lucas  | 4:16    |  |
| 3.             | "O Amor Não é Paixão"               | César Augusto                          | 4:01    |  |
| 4.             | "Mande a Solidão Pra Outro Lugar"   | César Augusto / César Rossini / Piska  | 4:16    |  |
| 5.             | "Olhos de Luar"                     | Gilson / Carlos Colla                  | 4:47    |  |
| 6.             | "Meu Coração Está de Olho Nas Ruas" | Mário Marcos / Nice Atauã / Célia Aluk | 3:15    |  |
| 7.             | "Sou Eu"                            | Ed Wilson / Carlos Pedro               | 4:06    |  |
| 8.             | "Sonho de Criança"                  | César Augusto / César Rossini          | 4:03    |  |
| 9.             | "Meu Corpo Te Adora"                | César Augusto / Piska                  | 3:55    |  |
| 10.            | "Coração Caçador"                   | Chico Roque / Carlos Colla             | 4:01    |  |
| 11.            | "Diz Pra Ela"                       | Augusto César / Carlos Colla           | 3:04    |  |
| 12.            | "Quem é Você"                       | Marcos Valle / Carlos Colla            | 4:16    |  |
| Duração total: | Duração total:                      | Duração total:                         | 43:44   |  |

## Certificações
| Brasil (ABPD)                             | Diamante | 1992 | 1.000.000* |
| *número de vendas baseado na certificação |          |      |            |